# Melophagus
Genre
Melophagus est un genre de mouches aptères.

## Liste d'espèces
Selon The BioSystematic Database of World Diptera
- Melophagus dyspnoetus Maa, 1980
- Melophagus grunini Maa, 1980
- Melophagus himalayae Maa, 1969
- Melophagus kamtshaticus Doszhanov, 1979
- Melophagus kaukasikus Doszhanov, 2003
- Melophagus ovinus (Linnaeus, 1758)
- Melophagus rupicaprinus Rondani, 1879